# Universidade Adam Mickiewicz em Poznań
A Universidade Adam Mickiewicz ( em polonês/polaco:  Uniwersytet im. Adama Mickiewicza w Poznaniu Adama Mickiewicza em Poznaniu</link> ; Latim : Universitas Studiorum Mickiewicziana Posnaniensis ) é uma universidade de pesquisa em Poznań, Polônia .
Tem suas origens em 1611, quando sob a Carta Real concedida pelo rei Sigismundo III Vasa, o Colégio Jesuíta se tornou a primeira universidade em Poznań. A Sociedade de Poznań para o Avanço das Artes e Ciências, que desempenhou um papel importante em levar Poznań à sua reputação como principal centro intelectual durante a Era do Positivismo e partições da Polônia, iniciou a fundação da universidade. A cerimônia de inauguração da recém-fundada instituição ocorreu em 7 de maio de 1919, 308 anos depois de ter sido formalmente estabelecida pelo rei polonês e no 400º aniversário da fundação da Academia Lubrański, considerada sua predecessora. Seu nome original era Universidade Piast (polonês: Wszechnica Piastowska ), que mais tarde em 1920 foi renomeada para Universidade de Poznań (polonês: Uniwersytet Poznański ). Durante a Segunda Guerra Mundial, funcionários e alunos da universidade abriram uma Universidade polonesa subterrânea das Terras Ocidentais (polonês: Uniwersytet Ziem Zachodnich ). Em 1955, a Universidade de Poznań adotou um novo patrono, o poeta romântico polonês do século XIX , Adam Mickiewicz, e mudou para seu nome atual.